# BLUE REFLECTION シリーズ
BLUE REFLECTION シリーズ（ブルー リフレクション シリーズ）は、コーエーテクモゲームスのガストブランドが展開しているメディアミックス作品の総称である。
2017年に発表された『BLUE REFLECTION 幻に舞う少女の剣』から始まる進行中のシリーズであり、これまでに『BLUE REFLECTION 幻に舞う少女の剣』と『BLUE REFLECTION RAY/澪』、『BLUE REFLECTION SUN/燦』、『BLUE REFLECTION TIE/帝』の4作品が発表されている。
シリーズ全般及びシリーズに共通する部分を中心として記述するが、シリーズ各作品の詳細についてはそれぞれの各項を参照。

## 概要
2017年に第1作「BLUE REFLECTION 幻に舞う少女の剣」が発売された。2021年からは『「BLUE REFLECTION」プロジェクト』と題したクロスメディア展開が開始し、コンシューマーゲーム作品『BLUE REFLECTION TIE/帝』、スマートフォン/PC対応ゲーム作品『BLUE REFLECTION SUN/燦』、テレビアニメ作品『BLUE REFLECTION RAY/澪』の3作品が発表された。
キャラクターデザイン・監修は岸田メルが担当している。
シリーズ作品は全て現代日本を舞台としており、同一の世界設定を共有している。時間的な隔たりも短く、一部の人物は作品を跨いで登場する。岸田メルによる透明感あふれるデザインのもと、作品中では人間の本質・絆をテーマに少女たちの等身大の青春を描く一方で、選ばれた少女がリフレクターと呼ばれる魔法少女に変身し、人々の想いを守る為、記憶を司る別世界での探索や、敵対者達との戦いを繰り広げることになる（詳細は#世界観を参照）。
コンピュータRPGとしては、シンボルエンカウント方式、コマンド入力方式の戦闘を基本としている。

## シリーズ一覧
BLUE REFLECTION 幻に舞う少女の剣（PS4 / Vita：2017年3月30日発売）
BLUE REFLECTIONシリーズの第1作目。略称はブルリフ。
主人公は白井日菜子。西暦2027年星ノ宮女子高等学校を舞台に、文化祭を間近に控えた出来事を描く。
Win版が2017年9月26日に発売された
BLUE REFLECTION RAY/澪（テレビアニメ：2021年4月放送）
「BLUE REFLECTION」プロジェクトの第1作目。略称はブルリフR。
主人公は平原陽桜莉と羽成瑠夏。月ノ宮を舞台に、想いの結晶フラグメントを狙うリフレクター達との戦いを描く。
時系列は同じく西暦2027年「BLUE REFLECTION 幻に舞う少女の剣」の前後に当たる。
2022年1月15日から16日にかけて、全話リテイク版がニコニコ生放送で配信された。
BLUE REFLECTION SUN/燦（App Store / Google Play / DMM GAME PLAYER：2023年2月21日リリース）
「BLUE REFLECTION」プロジェクトの第2作目。略称はブルリフS。
主人公は瀟美岐と、世界の外からやってきたイローデッド「楔となりて世を御す少年」。日ノ社市を舞台に、世界を蝕む降灰に抗う少女達の物語を描く。当作では灰病から変異したイローデット達が中心となり、異灰（テスタ）と呼ばれる存在を相手にする。また本作は、「BLUE REFLECTION TIE/帝」と次回作との分岐点に当たる。
時系列は西暦2028年「BLUE REFLECTION RAY/澪」の後。降灰開始より1年半後に当たる。
2022年11月1日にディザーサイト公開。オープンベータは2022年12月2日～12月9日に実施された。
BLUE REFLECTION TIE/帝（PS4 / Switch：2021年10月21日発売　Steam：2021年11月9日発売）
「BLUE REFLECTION」プロジェクトの第3作目。略称はブルリフT。
主人公は星崎愛央。ある日突然迷い込んだ雫世界を舞台に、記憶を失った少女達と世界の謎を解き明かす物語を描く。
時系列は「BLUE REFLECTION SUN/燦」の後に当たる。

## 登場人物

### 星ノ宮
白井 日菜子（しらい ひなこ）
声 - 高田憂希
武器 - 剣
『ブルリフ』
主人公の少女。身長158cm。体重44キロ。クラシック音楽が好きなバレエダンサーだったが、事故で足を怪我して以来、バレエが踊れなくなってしまった。星ノ宮高校には全学年に「普通科」と「特待科」の二つのクラスが用意されており、当初は推薦で特待科へ入る予定であったが、踊れなくなったことが原因で、やむなく普通科へ入学した。
「リフレクター」へは司城姉妹の力で変身できるようになった。リフレクターに変身している間は魔法の力で足を自由に動かせるようになる。また、変身すると赤を基調とした衣装となり、さらに髪の色も金色へと変わり、目の色が左右で異なる「オッドアイ」となる。透明な剣を武器として使用し、各ステータスはバランス良く成長する。
当初はリフレクターとしての役目に乗り気では無かったが、司城姉妹からから「原種」に世界が滅ぼされると聞かされ、そして一体目の原種と戦ったのをきっかけに、リフレクターとしての活動を続ける事を決意した。以降同級生らの悩みを解決してフラグメントを集めながら、原種と戦い続けることになる。ライムが話した「原種を全て倒せば一つだけ願いが叶う」を信じ活動していたが、有理から「原種を全て倒しても来るのは平和のみ」と真実を暴露され、司城姉妹がそれを肯定すると絶望し、司城姉妹と仲違いに陥る。その後、更紗のコモンに入った際に司城姉妹が陰で尽くしてくれていた事を知ると、司城姉妹が真実を明かすのを待つ決意を固めた。やがて司城姉妹が実は一年前に死んでいるという真実や嘘を付いた経緯を聞くが、「原種を全て倒せば」世界は原種の争いが起きる前にリセットされ、司城姉妹が消えて2人との思い出も消えると知り、戦意を喪失してしまう。後日麻央に厳しく窘められると改めて原種を倒す決意を固め、最後の原種を3人で力を合わせて討伐、その後現れたコモンの化身ダアトの「世界を守るために人間の意識を一つにする」導きを拒絶し、絆の力を示して人間を認めさせた。結果として世界はリセットされて司城姉妹は消えたものの、別れの間際に「ユズとライムを絶対に忘れない」と心から願ったことで、リセット後の世界においても2人との思い出を取り戻すことに成功する。クレジット映像ではドレスを着て、演劇「人魚姫」の主役を演じている。
大抵の仲間に対しては、出会った当初は苗字に「さん」付けで呼ぶが、それぞれ異なるタイミングで名前を呼び捨てで呼ぶようになる。一方の相手側は彼女を「ちゃん」「さん」付けで呼んだり呼び捨てにしたり、苗字で呼んだりと混合している。ユズとライムからのみ「ヒナちゃん」の愛称で呼ばれる。
岸田メルの趣向の関係で、この手のゲームでは珍しく彼女が自宅で蒸れた足の匂いを嗅ぐシーンが本編中に一か所存在する（モーション上、靴下は脱がないが匂いのエフェクトが描かれている）。
『ブルリフS』
『BLUE REFLECTION 幻に舞う少女の剣』タイアップイベント「コーヒーの香りに誘われて」に登場。AASAに所属しており、菜々花曰く「何年か前に動画がバズっていた超絶技巧の天才バレリーナ」。AASAの戦闘員として出雲管区の灰地域を調査すると共に、来夢を探しに日ノ杜にやって来た。春日 詩帆がいた、喫茶店ラタンは、怪我以前の頃から通っている。
『ブルリフT』
記憶を失ったヒロインの一人として登場している。
司城 夕月（しじょう ゆづき）
声 - 高野麻里佳
武器 - バトン
『ブルリフ』
身長147cm。体重37キロ。星ノ宮高校に転校してきた少女で、日菜子にリフレクターの力を与えた。最初は声のみでライムと共に久々の登校早々にコモンに迷い込んだ日菜子を導き、日菜子が教室の3つ空いている空席の内一番真ん中に座った後、その姿を現し向かって右側の席に座る。その素性には謎が多いが、チョコレートが好き。髪を三つ編みのお下げにしている。性格は明るく、一発ギャグをかますことが多い。他人の事は大抵親しみを込めてあだ名で呼ぶ。普段は自身や他人から「ユズ」のあだ名で呼ばれるため（有理は本名で呼び、麻央は彼女とライムの名を呼ぶ場面自体が存在しない）、本名を日菜子は忘れかけた事があった。
変身時は青を基調とした衣装となり、バトンを武器として打撃、魔法と多彩な攻撃を行う。俊敏力が高く行動順が早い反面、攻撃力とMPは低め。
姉妹揃ってアニメ好きで、普段はそれのみ観賞している。ライムに予約をせがむような面もある。
実は一年前にライム共々人間とコモンを繋く実験の事故で亡くなっており、現在の身体はコモンの力によって一時的に蘇ったもの。原種を倒すのには生存しているリフレクターの力が必要で、過去にバレエの演目「人魚姫」の公演の際に日菜子に会った縁があることから（日菜子の回想によると、本来の姿の夕月と来夢は、日菜子よりも幼い女の子らしい）日菜子をリフレクターにした。全ての原種を討伐すれば戦いは終わり、彼女ら姉妹は消滅し、その期間の記憶は消えてしまう事になっている。その言葉通り彼女らが元の世界へ旅立った後にユズらの記憶は完全に消えたと思われていたが、日菜子が「絶対に忘れない」と願った事で、ラストシーンで日菜子の中には記憶が戻った（他の仲間については不明）。ライムとは上下関係は無く呼び捨てで呼び合う。ラストで消えてしまう為、クレジット映像には彼女とライムのみ登場しないが、ラストで教室の後ろの黒板に「ヒナちゃんありがとう」の文字が書かれている他、手描きイラストにも登場している。
『ブルリフR』
コモンの番人としてライムと共にリフレクターたちを見守っている。リセット前の世界では平原美弦へ指輪を渡してリフレクターにした。日菜子と出会う前に一緒に戦ったことがあり、美弦のことを「みおみお」と愛称で呼んでいた。フラグメントの異変に際しては、平原陽桜莉に対して声を届けてリフレクターになるきっかけを作り、美弦のコモン内で初めて邂逅した際には、断片的ながらも想いを戻す方法を助言した。
『ブルリフS』
イベント『金碧のいざない~鍵の目覚め~』から登場。イベント『紫色の妖精さん~ユズとライムの悩みごと~』でようやくプレイアブルキャラクターとして実装された。
『ブルリフT』
拠点となる校舎を彷徨う存在として登場しており、愛央たちからは「ユーコ」と呼ばれている。性格は正反対の無感情そのものになり、愛央を「知らない存在」として警戒している。
司城 来夢（しじょう らいむ）
声 - 秦佐和子
武器 - ぬいぐるみ
『ブルリフ』
身長146cm。体重36キロ。ユズの年子の妹。夕月とともに、日菜子にリフレクターの力を与えた。日菜子が空席に座った後、向かって左側の空席に現れた。マシュマロが好き。制服時は他の2人と異なり白のニーソックスを着用している。効率主義的な考えを持つリアリストだが、日菜子のことを大事に思っている。髪はウェーブがかったロングヘア。
変身時は緑を基調とした衣装となり、ぬいぐるみでの間接攻撃を行う。高い攻撃力、MPを誇る反面、俊敏力と防御力が低い。
物語が進むにつれ性格にドライさが現れるように描かれ、人の感情を利用しより強いフラグメントを求めるようになるが、それはあくまで日菜子を助けたり、原種を倒し、世界を救う事の為の行動であり、悪意は無い。この事について一度、夕月と対立した。また、日菜子からは「機械と話しているみたいで怖い」と言われた事もあるが、麻央絡みの一件の時に疑いが晴れた。
『ブルリフR』
コモンの番人として登場し、ユズと共にリフレクターたちを見守っている。ユズと一緒に行動しているため、作中の活躍もユズと同様である。
『ブルリフS』
序盤より登場しており、ゲーム中では主人公のナビゲーションを務める。イベント『金碧のいざない~鍵の目覚め~』でプレイアブルキャラクターとして実装された。
『ブルリフT』
終盤に登場し、物語の重要な役割を担う。
一之瀬 亜子（いちのせ あこ）
声 - 花守ゆみり
『ブルリフ』
日菜子のクラスの女子生徒で放送部。身長149.7cm。体重39キロ。赤い髪をツインテールにしている。お金が好きで、大金を稼ぐことを夢見ている。星ノ宮高校一の情報通で様々な生徒の情報や事件等に詳しい。放送部である為昼休みの放送のトークも上手い。父親は歌手をしており、彼女には厳しい。寄り道せずに帰るようにいつも言っていたり、アルバイトも禁止である。夢はジャーナリストになる事だが、父親に心配をかけてはいけないという思いとの葛藤ゆえその思いを直接伝えられず、それが原因でフラグメントが暴走、その日は丸一日学校に来ず、行方不明となっていた。しかし放課後、無意識の内に学校の屋上に来て苦しんでいた所を日菜子らに助けられた。夢の事を日菜子に励まされ自分の夢を父親に伝える事を決意した。彼女の父の事は日菜子も実は知っており、自分の知っている歌手と同一人物と知った時は驚いていた。
出番が多く、初登場エピソード以降も何らかの形で他の生徒の初登場エピソード等のメインストーリーに絡んで来る事も多い。サブストーリーでは、父親の方針に一度嫌気が差し、動画投稿サイトに動画を投稿する職業に就いた事があった。放送部をやっている事もあり、トークが上手く再生数もかなりの数である。そのおかげでお金を沢山稼いだが、ネット上で悪い噂が流れ、また極度の寝不足で授業をサボるようになってしまった上、その動画に一度出演した親友の妹がなりゆきで周囲からいじめられるというトラブルに発展。これがきっかけでフラグメントが暴走し、本音を聞いた際には「あの頃に戻りたい、もう誰かを傷つけるのは嫌だ」と悲しんでいた。しかしそこに、親友の妹のフラグメントが結合し、心の声同士ではあるが亜子と会話をし、その中で「大丈夫、元気だよ」と励ました。これがきっかけで亜子は動画制作の仕事を辞める事を決意、かくして元の彼女に戻った。
井上 千紘（いのうえ ちひろ）
声 - 諏訪彩花
『ブルリフ』
日菜子のクラスメイト。身長152cm。体重43キロ。ピンク色の髪をツインテールにしている。少々照れ屋で口数が少なく、会話時も自ら会話をする場面が少なく、また途切れ途切れに話す。心に悪意を全く持たず、いじめられた際も、成り行き上いじめていた側が悪事を行っていたと発覚しても、「自分のせいで他人が傷付いてしまった」と悲しめるほど心優しい。人見知り故に急に多くの人に囲まれるとパニックになる所もある。皆と同等にもじもじせず話せるようになるように努力するが、なかなか上手く行かない。ぬいぐるみと花が大好きで、いつもぬいぐるみを縫ったり校庭の花壇を手入れしたりしている。ぬいぐるみを作っては日菜子や仲間にいつもプレゼントする。また、スマホカバーも作った。サブストーリーの最後では、フリスぺで連絡先を交換した友人を自ら外食に誘うなど心の成長が描かれた。
斎木 有理（さいき ゆり）
声 - 佐倉綾音
『ブルリフ』
日菜子の同級生。身長159cm。体重45キロ。黒髪のストレートロング。本作での季節は夏のため他の全員は夏服であるが、彼女のみ冬服を着ている。非常に頭が切れ、IQ300と言われるほどの実力の持ち主。常に単独行動をしており、授業以外の時間はもっぱら屋上にある空き部屋を先生らに許可を得て研究室にしており、そこで様々な研究をする。常にパソコンを弄ったり難しい本を読んでいる。食べ物の注文もネット頼りのため、一度サイトに繋がらなくなった際、空腹のあまり最も交流時間の長い日菜子に、休日の日の朝に電話をした事があった。これを機に、日菜子と色々店を巡って歩く事にしたが、そこでも試着室でもない所で服を脱いだり買ってもいないのにミネラルウォーターを飲んでしまったりする。このような行動には理由があり、実は彼女は「サヴァン症候群」という障害を持つ。コンピューター関連が優れていたり、上記のような常識外れな行動も多い。それもあり高校では「特殊教育課程」に進み、その甲斐もあって普通の学校生活を送れるようにはなったが、他人の感情を読むのは未だに苦手としている。
日菜子との外出が終わり学校に帰るといきなり外へ出てしまい、一瞬フラグメントが暴走したのかと思っていたが、リープした先はコモンの中心であり、フラグメントも無かった。ライムに「もしかして感情が無いの？」と言われた際、心の中がどうなっていたか期待していたが結果が得られず、「自分はがらんどうだ」と言う。しかし日菜子に「感情の無い人が『期待』なんてするの？」と励まされ、彼女自身も知らぬ内に喜んだり悲しんだりしていた事を実感した。しかしその翌日も、朝4時から昨日食べたパフェが忘れられず日菜子に電話を掛けて来るという常識外れな行動は取った。
サブイベントの数は全キャラの中で最も多く、特に他の仲間と会話をするイベントは一人も欠ける事無く用意されている。他の人との会話を通し、人の心を少々知る事ができたようである。戦いが終わっても日菜子の足が治らないという事実を真っ先に日菜子に明かしたのも彼女である。なお、彼女のみサブストーリーの終盤にコモンに飛び込むミッションが無い。
『ブルリフR』
AASAの関係者となっており、リフレクターや原種の知識を持っている。現在起きている危機を知らせるべく白樺都に接触し、その後も都に協力しつつ交友を深めていく。
真田 凛（さなだ りん）
声 - 伊藤はるか
『ブルリフ』
日菜子のクラスメイトでテニス部所属。身長155cm。体重53.5キロ。髪はポニーテール。中学時代に一緒だった先輩の男子に恋をしている。序盤に登場し、学校の屋上に居た日菜子らに恋愛相談をするが、告白しようとするもなかなか決意を固められずにいた。この事でフラグメントが暴走してしまい、日菜子らに助けられ、その後改めて日菜子らにアドバイスを貰い、思い切って想いを伝える事を決意。その後は積極的に先輩と関わっているという。非常に食い意地が張っておりカラオケなどでお菓子を大量に注文するなどする。
前述の食い意地の張る性格や、ぽっちゃり気味の体型から食べる専門なのかと思われていたが、実は料理をするのも得意。その実力を日菜子などに披露した際、文化祭でのテニス部の出し物も料理にしたらどうかと提案され、実際にテニス部の先輩に凛が相談したところ、本当に料理の店を出すということになった。しかし、部のみんなは何を出すかということは凛に任せっきりで、そのことに対する凛のイライラが爆発し、フラグメントが暴走した。その後、日菜子から「誰かが後押しすれば、みんなも動けるのではないか」とアドバイスを受けて、無事に部の出し物が決まった。
他の生徒とはシャツの色は同じだがデザインは異なっている。
菅本 しほり（すがもと しほり）
声 - 小松未可子
『ブルリフ』
日菜子のクラスメイトで、茶髪のサイドポニー。身長162cm。体重47.5キロ。女性としての嗜みをいつも大切にしており、お洒落は欠かさない。いつも学校にはメイクをして来ており、常日頃から用品は持ち歩いている。このため男子生徒からモテているが、彼女にとっては皆ただの「友人」という感覚である。メイクをしていない女子生徒を見ると、お洒落を教えずには居られない。日菜子と有理は彼女のこの性格の為にお洒落を教えられた（しかしその後も日菜子はメイクはあまりしていない様子）。
日菜子に対しては特別な感情を持っており、下着の交換を迫るなど大胆である。一度日菜子の居ぬ間にこっそりと日菜子の下着を窃盗同然のごとく着た事があったが、すぐに日菜子に迫られ交換し直した。日菜子に対しこのような感情を持っていたのには理由が有り、自身が憧れているデザイナーにしぐさ等がそっくりであった為。実はそのデザイナーは日菜子のおばで、それを知った時には大いに喜んだ。
多谷 史緒（たや ふみお）
声 - 白城なお
『ブルリフ』
日菜子の同級生で、特待科のピアニスト。身長150cm。体重35キロ。ウェーブのかかった髪で片側は結んである。思考だだもれで思った事を包み隠さず口にしてしまう上、本人もその事に全く気付いていない。絶対音感を持っており、微妙な音や音楽に対する拘りも強い。スパルタ教育の結果、天才と呼ばれる腕を持つに至った。父親はIT企業のSEが専門職。
精神的に追い詰められる「デスマーチ」と「トリアージ」が好きで、一度実践して倒れた事があった。その理由は、大きめの演奏会が控えており自分の求める完全な音に辿り着くために徹夜で練習していた為であった。その翌日、日菜子の元へ来て「ピアノが上手くなった」という報告をするが、「保健室のピアノを弾いたら上手く弾けた」という明らかに可笑しな内容であった上、テンションが突如可笑しくなり心が暴走してしまう。暴走を止めた更に翌日に詳しく話を聞くと、上記のように「デスマーチ」を実践して倒れ、保健室に運ばれた際、そこでピアノを弾いた夢を見たのだという。祖母がおり、彼女にも叱られたが、有理にデスマーチを勧めるなど反省の色は見えていない。
鳴宮 圭（なりみや けい）
声 - 徳井青空
『ブルリフ』
日菜子のクラスメートでバスケ部に所属している。身長168cm。体重50キロ。メインの登場人物の中では2番目に身長が高い。クラス内でも困った人がいると放っておけないお節介焼きとして知られている。その一方少し抜けていることがあり、その言動などで周囲を驚かせたりしてしまうこともある。また、曲がったことや卑怯なことが嫌いで、スポーツなども正々堂々を好む。
日菜子がクラスに溶け込めず昼休みに一人でいたところを心配し、共に弁当を食べるのに誘ったのが2人の出会いである。その後、日菜子と仲良くなることを試みるが、一度日菜子に拒否をされてしまう。しかし、その後半ば強引に日菜子を自身との水泳の勝負に誘う。結果は引き分けだったが、これが2人が仲良くなったきっかけでもある。
ある試合で同じバスケ部の先輩たちと上手くプレーをすることができず、改善するには先輩たちと自身とのチームワークをより深めればよいと考え、先輩たちとタメ口で話すことを試みる。しかし、先輩たちはそのタメ口が生意気だ、などと感じて、圭と衝突をしてしまう。それでも圭がタメ口で話すことを諦めなかった為、先輩たちに「今度の球技大会で私たちのチームに勝ったらタメ口で話しても良い」と勝負を持ちかけられて、圭はそれを引き受けた。圭はまずその大会に向けて自身のチームをつくるために同じバスケ部の部員などを誘うが、先輩たちが圭自身のチームをつくらせないようにバスケ部の部員などに根回ししていたため、誰もチームに入ろうとはしなかった。しかも、その状況を知らずに必死になって自身のチームに勧誘している圭の姿を、惨め、哀れだなどと物陰で嘲り笑っていた。日菜子はそのことを全て知っていたものの、圭には言わず、彼女からのチームへの勧誘を引き受けた。その後、梨佳もチームに加わり無事にチームのメンバーは揃ったが、他のバスケ部員から避けられている態度を変えられることはなく、「陰でコソコソやっていて正々堂々ではない」と怒りが爆発して、フラグメントが暴走してしまう。しかし、その後本番の球技大会では圭がほぼ自分の力のみで先輩のチームに圧勝。約束通り、タメ口が許されて一件落着となった。
西田 早苗（にしだ さなえ）
声 - 千本木彩花
『ブルリフ』
日菜子と同じ中学出身の少女。身長157cm。体重48キロ。中学時代、日菜子と同じ中学校であったことから、高校でも気にかけてくれている（ただし同じクラスだった事は無く、日菜子は今回が初対面となる）。優しい心の持ち主で、日菜子に憧れをいだいている。物語の冒頭でユズやライムよりも早く直接的に登場し、日菜子と同じ学校に通えるのは嬉しいと喜んでいた（これには日菜子側も良い印象を受けたようで、後に麻央の悪い考えに取り込まれた際にはこの時の台詞も浮かんだ）。しかし、早くも喜びの感情が暴走し、日菜子は久々の登校早々コモンに入る事になった。
ラップが好きであり、日菜子とラップ対決をした事もある。料理部である為その腕も確かで、必要最低限の物しか食べない有理を厳しめに指摘するなどしている。
メイン・サブストーリー共に、亜子同様オプションとして絡む事が多い。
蜷川 麻央（にながわ まお）
声 - 内山夕実
『ブルリフ』
背の高い日菜子の同級生。身長170cm。体重51キロ。メインの登場人物の中では最も背が高い。黄緑のショートヘアー。女子高生である傍ら、プロの女優としての一面も持ち、その演技力は抜群。優等生で心が広そうなふるまいをするが、その本心は卑劣で残忍で、他人をあの手この手でどん底に陥れて楽しむ冷酷さを持つ。彼女が本格的に登場する第8章までに起こった、千紘に窃盗の責任を押し付けた生徒の件や、梨佳らを失望させた盗難事件などは全て彼女が黒幕として絡んでいた。更に人魚姫の主役に決まった日菜子に対しても、原作とは全く違う台詞である事に加え足の怪我のトラウマを掻き毟るような脚本を書き、精神的に苦しめた。他の生徒らと異なり日菜子らを強制的に、無意識にコモンにループさせる能力を持ち、その時はコモンの中心に引き込む。またフラグメントの発生の仕方も他の生徒と違い、黒いオーラの出ている不気味なフラグメントである。それをいざ日菜子が固定化しようとすると、暗闇が大きく広がり日菜子を恐怖に陥れたりもした。しかし、その中に唯一光る物が見え、それが彼女の純粋な思いの部分に当たる。しかしそれに触れようとすると、またも無意識に日菜子らを現実に引き戻した。ユズとライムもこれは想定外であったようで困惑していた。更に原種が来た際は、指輪を嵌めていないにもかかわらず動く事が可能で、原種を攻撃も可能である。
彼女がこのような歪んだ性格になったのには理由がある。彼女の両親は麻央に演劇活動をさせていたのだが、金に貪欲な夫婦であり、双方共に財産目当てに離婚をして麻央をその為だけに自分の元に誘おうとする非常に冷酷な性格である。娘の儲けの為に秘密を暴露したり、そのせいで親しかった友人らは誰も麻央に関わらなくなっていった。このような思いを過去に経験したのが原因で「人間は皆自分勝手」という考えを持つようになり、その人間を痛め付けようと周囲の仲間をどん底に陥れようとしていた。コモンの中に入った日菜子は、この悪い考えに引き込まれそうになり、苦く理不尽な思い出が蘇って来ていた。しかしその時、彼女の中の良い思い出が声として聞こえ、麻央の悪意を認めないと意思を強く持ち、かくして彼女のフラグメントを固定化できた。
その後もなお日菜子を痛め付けようとしていたが、原種が襲来し、ライムから指輪を託された際に日菜子の暖かな記憶が流れ込み、これがきっかけで、言い方はきついものの迷っている日菜子を励ましたりするようになる等、周囲の仲間を陥れようとはしなくなった。心のどこかで日菜子を認めたのか、人魚姫の演劇の主役を当初の構想通り日菜子に譲った。他の仲間との馴れ合いは基本的にしないがフリスぺでのチャットやデートは可能。口では日菜子を「嫌い」と言うが、心を助けられて以降は完全に嫌ってはいないようである。
彼女中心のエピソード以前にもメイン・サブストーリー共に登場する事があり、その時は口調が穏やかで人当たりも優しい感じである。また制服の仕様が他の生徒らとは異なり、上着には星ノ宮高校のロゴが無く、スカートは黒字である。
三井 香織（みつい かおり）
声 - 清水彩香
『ブルリフ』
日菜子のクラスメイト。身長164cm。体重49キロ。金髪にウェーブのかかったロングヘアで、唯一素足のまま靴を履き、いつもカーディガンを着ている（カーディガンキャラを崩したくないという理由から）。梨佳とは中学の時から仲良しで当時は陸上部で共に活動していたが、高校では入っていない。その理由はいい結果が出るとも思えないからというもの。メインイベント完了後も陸上部には結局入らない。中学時代に憧れていたマキという先輩が窃盗を働いた（しかし元凶はマキ本人ではない）事でショックも受けた為なおさらである。しかしその後もう一度彼女と梨佳に纏わるメインエピソードがあり、その時に梨佳が中学時代の香織の姿を語った事で、「陸上部復帰については考えておく」という趣旨の考えを口にした。陸上時代は梨佳よりも足が速く、下記の一件の際に彼女に引っ張られながら学校へ帰って来た時には自分より早くなった梨佳に対し、複雑な感情を抱く。フラグメントも暴走したがいつものように日菜子らに助けられた。更にこれがきっかけで、ユズとライムは自分達の真相を話す覚悟ができた。
ゲームが大好きで、大抵はスマートフォンのゲームを遊んだり、日菜子ら友人をそれに誘ったりしている。周囲の人間は年齢・性別問わず親しい人達は皆友人という考えも持っており、子供に対しても優しい。その気さくさはネットオカマ(ネカマ)で女性だと思っていた人物が男性であっても意気投合し、共にファミレスに行こうとしていたほど（途中で梨佳に強制送還させられるが）。その為友人の悪口を言われた際には激怒するなど、見た目の不良っぽさに似合わぬ正義感も持ち合わせている。
森川 更紗（もりかわ さらさ）
声 - 加隈亜衣
『ブルリフ』
中学時代に日菜子としのぎを削っていたバレエダンサー。身長154cm。体重41.5キロ。赤色の髪。舞踏の天才であり、バレエはもちろん、ダンスなどのあらゆる踊りに秀でる天才。日菜子と良き親友であり良きライバル。バレエを踊るのは日菜子を常に目標としている。その為日菜子が足を怪我した際には目標となる人物が居なくなる事に悲しみと恐怖を覚えていた。彼女にとって日菜子はエトワール(一番星の意)であり、その為日菜子が足を怪我した際は、口には出さなかったがリハビリの本を沢山読んだり、常に日菜子を気に掛けて来た。
通常、一人がコモンにリープすると他の皆もリープするが、彼女がメインストーリーに於いて二度目の暴走をした際は日菜子が一人の状況の時にリープしても、その前に上述のように嘘を付いていた事をユズらから聞かされ心がユズらから離れかけていたからか、彼女らはリープして来なかった。
『ブルリフT』
直接登場はしないが、日菜子のココロトープ内で回想の中に登場する。
芳村 梨佳（よしむら りか）
声 - 茅野愛衣
『ブルリフ』
日菜子のクラスメイト。身長156cm。体重47キロ。陸上部に所属している。香織と大の仲良し。中学時代、上記のマキ先輩に憧れて香織と共に陸上を始めたが、高校に進学した現在は彼女一人のみ陸上を継続している。何をするにもとにかく普通の結果しか出せず、周囲から「普通」と言われるのを気にしている（ユズが違う意味で「普通」と言っても反応するほど）。有理でさえ普通の女子の有り方を知る為に彼女と会話をしたほどである。香織には何とか陸上部に戻って欲しいが、なかなか戻ってはくれず戸惑っている。しかし物語終盤、香織がネカマに会い急いで連れ帰った出来事の際、「今の香織は見てられない」「走りたいのは香織を見ていれば分かる」と本音を口にした。それを機に香織側も陸上に戻る事を考えておくと発言した。
正式な登場は第6章からであるが、実は圭のサブイベントを進めて行くと正式登場前であるが登場する。
司城教授
『ブルリフ』
名前のみ登場のコモンと原種を研究している、夕月と来夢の父親でAASAの創設者でリーダーだった人物。
元々は、超古代文明とオーパーツを研究する考古学者だったが、とある場所で発見された古代遺跡で世界中の特異点とリフレクターを記した壁画と原種の残滓を発見する。それを解析をしたことで世界の危機を知ることになる。
現在は、AASAのリーダーの座を退いている。

### 月ノ宮
平原 陽桜莉（ひらはら ひおり）
声 - 石見舞菜香
武器 - 剣
『ブルリフR』
月ノ宮女子高等学校の1年生。飾り気が無く常に明るく真っ直ぐで、誰とでも仲良くなれることが特技。困っている人を放っておけない性格で、考えるよりも先に身体が動く。一方で自分の悩みは隠し続ける節がある。幼いころから共に過ごしてきた姉の事を大切に思っており、現在は行方不明になった姉を探し続けている。
転校してきた瑠夏と出会い、白樺都を助けるためにリフレクターに目覚めて以降、想いを守るためにフラグメントを巡る戦いに巻き込まれていく。
リフレクターに変身するとピンクを基調とした衣装となり、さらに髪の色もピンクに変わる。日菜子と同じ透明な剣を武器として使用する。
『ブルリフS』
『BLUE REFLECTION RAY/澪』タイアップイベント「教えて！陽桜莉先生」に登場。AASAに所属しており、豊富な戦闘経験を買われ、日ノ杜学園に指導員として派遣された。降灰により能力を取り戻した後はとある理由で二刀流や薙刀が可能になった。
『ブルリフT』
記憶を失ったヒロインの一人として登場しているが、美弦の事だけは覚えている。
羽成 瑠夏（はなり るか）
声 - 千菅春香
『ブルリフR』
月ノ宮女子高等学校に転校し、陽桜莉の同級生となった少女。物静かで人との接し方が不器用であり、周囲からはクールな一匹狼に見られることもある。
かつて見知らぬ同級生の苦悩を知りながらも、手を差し伸べられなかった自分を悔やみ続けており、都を救おうとする陽桜莉の姿を見て「私は変わりたい」と強く願ったことでリフレクターとして目覚める。バディとなった陽桜莉の姉探しに手を貸すことを誓い、フラグメントを巡る戦いに巻き込まれていく。
月ノ宮に転校した理由は、両親と離れて暮らすことになり、寮のある学校を選ぶ必要があったため。元々羽成家は転勤が多く、合わせて瑠夏も転校を繰り返していた。その生活の中で人間関係を築くのを難しく感じていた瑠夏は両親の海外赴任を機に日本へ残ることを決めた。
リフレクターに変身すると青を基調とした衣装となり、武器は透明な剣を弓矢に変化して使用している。
田辺 百（たなべ もも）
声 - 高倉有加
『ブルリフR』
陽桜莉、瑠夏のリフレクターとしての先輩。18歳。通称はモモ。高校を留年した後に中退しており、現在はコンビニバイトで生計を立てている。面倒見が良く、人から慕われる姐御肌の持ち主。現在は非常に落ち着いているものの昔は荒れていたようで、時折言動に名残が見え隠れする。
AASAから依頼を受けてリフレクターとなり、フラグメントの異変を調査すべく行動している。陽桜莉と瑠夏をリフレクターとしてスカウトし、的確なアドバイスを与えながら共に戦う。変身すると黄色を基調とした衣装となり、武器は大剣を使用している。
白樺 都（しらかば みやこ）
声 - 大和田仁美
『ブルリフR』
陽桜莉の同級生。強気でハッキリとした物言いをする。裕福な家庭に生まれ周囲からは羨ましがられているが、周囲や家族からも「本当の自分」を見てもらえないことを苦悩し続けている。自分を見つけてもらうためにビーズなどの輝くものを好んでいる。
一度目に想いが暴走した際には、詩によってフラグメントを狙われるもリフレクターに目覚めた陽桜莉と百によって救出される。その後玄関に飾っていた自作の写真立てを母に捨てられたことがとどめとなり、二度目の暴走を果たす。暴走の中で陽桜莉と瑠夏が「本当の自分」を見つけ出したことにより救われ、居場所を見出した。2人のリフレクターとしての活動をサポートするべく、家を飛び出して入寮し、以後行動を共にする。
『ブルリフS』
由紀子のメル友として名前のみ登場。時々、月ノ宮から連絡を取り合っている。由紀子を通じ、リフレクターの情報も共有している。
平原 美弦（ひらはら みお）
声 - 上田麗奈
『ブルリフR』
陽桜莉の姉。物事に対して冷静で、どこか儚げな雰囲気を持っている。幼い頃に父親を亡くし、母親も5年前に行方不明になって以降は姉と2人で暮らしてきた。それ故に、唯一の家族である陽桜莉を何よりも気にかけており、陽桜莉にとっては、どんな時でも優しく支えてくれた親代わりのような存在でもある。
水崎紫乃から赤い指輪を渡されたことでリセット前の記憶を取り戻しており、陽桜莉の想いを壊さない為、リセット前の世界における罪を償う為に、想いの管理を掲げる紫乃に同調。有理から渡された青い指輪を家に残し、陽桜莉の前から姿を消す。中盤にフラグメントを狙うルージュリフレクターとして百と刃を交える。
リセット前の世界でのリフレクターに変身した姿は、月を印象とした衣装だった、リセット後の世界では赤い指輪を使い変身した姿は、黒を基調とした衣装となり、剣による攻撃だけでなく、鎖を使った攻撃を得意とする。物語中盤からは、紫乃によりイローデットに変異してしまう、基本的な戦闘能力が強化されており強力な光線を使った攻撃も行う。物語終盤からは、イローデットからリフレクターに戻り、イローデットの姿である薔薇を印象する姿とリフレクターに変身した姿の黒を基調とした衣装が合わさった姿になる。
紫乃との戦いでフラグメントが損傷してしまい、その後は行方不明になる。
『ブルリフT』
記憶を失ったヒロインの一人として登場しているが、陽桜莉の事だけは覚えている。
『ブルリフR』での出来事で行方不明となっていたが陽桜莉が発見し、ユズとライムの力により陽桜莉の想いの一部を借りる事でフラグメントは修復されていたことが美弦との会話で判明する。
山田 仁菜（やまだ にいな）
声 - 玉城仁菜
『ブルリフR』
少女たちのフラグメントを狙うルージュリフレクター。通称はニーナ。元は家出少女であったが、絶望の中で美弦に救われる。以来美弦のことを「お姉さま」と慕い、美弦のために生きたいと願って戦うようになる。荒んだ生活が長かったこともあり直情的で、過去に縛られることを強く嫌い、美弦以外に対しては言葉遣いが荒っぽい。詩とバディを組んでいる理由は、美弦と紫乃から指示を受けた為。本来は美弦とバディを組むことを望んでいたが、美弦のためだと自分に言い聞かせてバディを組むことを了承した。
物語開始時点ではバディの詩と共にフラグメントを回収しているが、 共鳴によって美弦の記憶を知った後は、美弦が苦しむ原因となった陽桜莉を目の仇にして執拗に狙うようになる。時空が歪みを迎えた後は、美弦を救うべく詩たちの元を去り、やがて陽桜莉たちに味方する。
幼少期は問題のある家庭で育ったため戸籍がない。母親（声 - 森なな子）は男に刺されて死亡したことが示唆されている。その後は、帰る場所もなくただ駅前をさまよっていると、望（声 - 石上静香）と名乗る少女が現れ、彼女の部屋で居揃うしてもらい、次第に望とは仲良くしていった。その際に、部屋にあったジョージ・ゴードン・バイロンの詩集に興味を示しバイロンの人生を自分と重ねるようになる。しかし、望の「仕事場」の元締めである咲希の怒りを買ってしまい、仁菜の元から離れてしまう、別の後任の望が彼女の部屋にやって来て仁菜は驚くが、後任の望はこの部屋が「望部屋」と呼ばれ、望とは人の名前ではなく咲希のグループから与えられた称号であることを知る。それを知った仁菜は、激怒して咲希の殺害を決意するが、一歩手前で、美弦が現れ彼女の言葉で救われた。
また、乱暴さの裏には、素直で優しい心が見え隠れしており、次第に陽桜莉と田辺 百のひたむきな想いにより、仁菜の凍った心を溶かしていく。たまにバイロンの詩を読むことがある。
コモンでの決戦後、AASAのコネで戸籍を取得し、月ノ宮女子高等学校に入学。百とコンビを組み美弦の行方を追っている。
駒川 詩（こまがわ うた）
声 - 田辺留依
『ブルリフR』
少女達のフラグメントを狙うルージュリフレクター。飄々としておりマイペースな性格。痛みこそが生きている実感を与えてくれると思っているため、常に身体的、精神的な痛みを求めている。そのため、あえて粘着質な話し方で相手を挑発することによって、暴力や罵詈雑言を自分に向けさせようとしている節がある。
同じルージュリフレクターである仁菜の辛辣な言葉遣いや、冷たい態度に一目惚れしており、仁菜とバディを組んでフラグメントを回収している。
しかし、一方で自己肯定感は欠如しており、周囲に対し過敏で傷つきやすい面を持つ。また、実年齢は美弦や仁菜よりも年上で紫乃の回想では既に中等部の生徒だったことが判明する。
『ブルリフS』
特殊部隊の本部に所属。主人公が能力によって心に潜り込んだ際に出現する、神出鬼没な謎の少女。主人公と類似した能力を所有している。クイーンのことを”彼女”と呼ぶ他、由紀姫のおっかけを自称している。
73地区での戦いの最中、異灰化が進む春日詩帆の心に潜り込んだ主人公の前に登場し、助言を残して去った。43地区におけるクイーンの心の世界にも登場し、イローデットと異灰の関係を主人公に伝えた後、主人公と望月樹里のコンタクトを結んで姿を消した。
Case.4にて日ノ社学園から転校する久野の後釜として、聖イネス学園から日ノ社学園へと転入する。時々、誰もいないほうを向きながら、ブツブツと独り言を言っていることがある。
『ブルリフT』
記憶を失ったヒロインの一人として登場するが、『澪』とは変わって大人しく素直な性格をしており、一方で人の気持ちを察するのが苦手。彼女は幼い頃から他人の気持ちが理解できず、退屈な日常を過ごしていた。中等部の時、下校中に通り魔に足を刺された際に痛みが自分こそが生きる喜びを与えることに気付く。常に身体的、精神的な痛みを求めていたのは、一種の承認欲求であり、一見強気で自信に満ちているが、実際は非常にもろい人格を形成。また、『ブルリフS』時に原種ビナーと関係があった描写が見られる。
物語終盤でかつての自分と向き合い、また祖母がかつて自分のことを大切にしてくれたことを思い出し、大切なのは「ありのままの自分」を好きになることだと気付く。
水崎 紫乃（みずさき しの）
声 - 井澤詩織
能力 - エーテルフェログラム
『ブルリフR』
美弦をお姉ちゃんと呼び慕っている少女。病気がちのため外出することはほとんどなく、美弦が身の回りの世話をしている。
かつて星谷 かんなに連れられ未来世界に連れて来られその際に、『原種ビナー』(本人曰く神様とのこと)に触れたことで灰病を発症するも、かんなにより世界がリセットされる前の記憶と、強制的に記憶を共鳴させることができる赤い指輪を手に入れたことで、「人々の想いを管理する」(実際は、ビナーの望む世界は想いも絆も人間も存在しない正しい秩序のみで作られた世界へ作り直すことだと判明する)ために行動を始め、美弦に赤い指輪を渡した。
聖イネス学園を不思議な力によって支配しており、ルージュリフレクターらと共に他の学園の施設を好きに使い、誰に邪魔されることなく日常生活を送っている。
第１クールでは、ビナーの声により発する「世界をあるべき世界に初期化する」の呼びかけは、紫乃の体や精神を蝕み、次第に冷酷非情で目的遂行を優先し手段は選ばない性格になっていく。第２クールでは、自身のフラグメントを破壊してしまい、彼女の体は、完全に"原種ビナー"の物になってしまう。
リセット前の世界の記憶では母親の手によって、聖イネス学園の母体となる新宗教「聖イネス教」における教祖「ネクナン」に祭り上げられており、女子高校生を中心に人気を集めていた。双子の姉である加乃と共に1人の「紫乃」を演じさせられており、紫乃は救世主の役割を負わせられていた。聖痕と称して身体的虐待を受け続ける加乃に心を痛め続けていたが、やがて母親から加乃の心臓から採取した血液を無理やり飲ませられたことで遂に逃亡し、道中に美弦と出会って手を差し伸べられるも偽善と拒絶し、ビルから飛び降りて自死した。また5年前に、幼い紫乃が幼い陽桜莉に出会っており、助けてほしいと伝えてほしい事を伝えようとするもはぐれてしまっていた過去があり今でも、陽桜莉に対して助けてほしいと抱いている。
イローデットとなった彼女は、その身体を幾度にも渡って変異させていった。第一形態は降灰を降らしたり、緑色の光線を放つことができる。最終形態は、コモンにいる魔物達を支配したり、エーテルエネルギーを吸収する結界を使うようになる。
能力であるエーテルフェログラムは、ルージュリフレクターの心に働きかけて潜在能力を向上させる他、イローデットの心やフラグメントを介してコモンに侵入することができる。また、力を最大限に引き出すとコモンを破壊することさえ可能である。
コモンでの決戦後、陽桜莉と瑠夏の活躍により、体内の灰は浄化され普通の少女に戻り、平原家の養女として暮らしながら普通の学校へ通っている。(本人によればかんなの声も聞こえなくなったとのこと)
『ブルリフS』
陽桜莉の会話のみ登場。正式に平原家の養女として名前も「平原 紫乃」になっている。かつて、ルージュリフレクターにいた時からは考えられないほどに笑顔の似合う明るく活発な性格になっている。現在は、陽桜莉と同じ月ノ宮女子高等学校に通っている。
平原姉妹の母や陽桜莉の姉の美弦とも仲良く暮らしている。
橘 涼楓（たちばな りょうか）
声 - 平山ゆりか
『ブルリフR』
亜未琉の幼馴染。中性的でクールな雰囲気をまとい、学校でも非常に人気がある。相手の良い所を見つけるのが上手で、それを不意に口にすることで、相手の気を引いてしまう事が多い。誰とでも対等に接するが、亜未琉のことになると熱くなってしまう一面がある。
物語中盤から登場するが、ある出来事がきっかけでリフレクターになることを決意する。リフレクターに変身した姿は、赤を基調とした衣装となり、武器は剣を巨大な音叉に変化して使用している。
皇 亜未琉（すめらぎ あみる）
声 - 真野あゆみ
『ブルリフR』
涼楓の幼馴染。非常にお人好しで、涼楓に好意を寄せている。物語開始時点でとある事情から想い（フラグメント）を失っており、自分の意志で何かを決めることができず、選択を迫られると直ぐに落ち込んでしまう。そのため、問題が起きるとすぐに涼楓を頼る節がある。リフレクターに変身した姿は、黄色を基調とした衣装となり、武器はチャクラムを使用している。
高岡 由紀子（たかおか ゆきこ）
声 - 佐伯伊織
出身 - 静岡
武器 - ビット
能力 - エーテル・シーカー
『ブルリフR』
Ｈ♡―ＫＡＧ♡で人気のグループチャット『由紀姫の魔法部屋』を運営する少女。極めて病弱であり、自室で療養生活を送り続けている。実は、マゾっ子ウタちゃん（駒川詩）というユーザーの「過去の自分を捨て生まれ変わらせる魔法がある」という話を広めていただけであった。詩はＨ♡―ＫＡＧ♡での会話を利用し、相談相手本人の元を狙っていた。しかし、発言が偽りであると炎上した直後に詩に狙われ、灰病が悪化したが白樺都からのダイレクトメッセージによる言葉に救われ、灰病の悪化は阻止された。炎上の一件から彼女は嘘で人を救う異なる方法としてWeb小説の投稿やブログ活動を行っている。
また都を通じ、リフレクターの情報も共有している。
『ブルリフS』
読書好きな勉強家。社交的に振舞ってはいるがそれは後天的に身に着けたもので、本来はコミュニケーションを苦手としている。『由紀姫の魔法部屋』での経験からネットに通じており、現実よりも友達が多い。
杉浦 佳奈（すぎうら かな）
声 - 鈴代紗弓
『ブルリフR』
月ノ宮女子高等学校1年生、クラスはC組。
2027年6月頃に駒川詩にフラグメントを抜かれた後も副作用により心を失う事はなく活動していた。そして自分と同じように感情を抜き取ることが正しいと考えるようになる。詩と協力関係になり、複数の少女にその考えを説くためにおびき寄せ、少女の想いを詩に抜き取らせていた。しかし、対象となる相手に「自分」について問われた際に自分が死んでいるのと同じだと気付き、心を失い始め、感情の無い状態で病院での寝たきり生活となっていた。その後は、AASAとリフレクターの活躍によりフラグメントは、元に戻っている。
藤井 歩（ふじい あゆむ）
声 - 北守さいか
『ブルリフR』
第5話で初登場した月ノ宮女子高等学校の生徒。
第6話で駒川詩にフラグメントを抜かれる。その後は、フラグメントを取り返すため、瑠夏を襲おうとするが、涼楓によって阻止。
矢崎 由真（やざき ゆま）
声 - 幸村恵理
『ブルリフR』
第4話に登場する月ノ宮女子高等学校のテニス部に所属。
幼い頃からテニスのシングルス大会で優勝した実績がある。しかし内気な性格からいじめを受けていた過去を持つ。そのため、江間と嫌われたくないと思うあまりテニスの実力が思ったように伸びない江間には気付いていたものの、練習メニューを変える提案を打ち出せないでいた。
しかし江間は自分の実力に合わせているだけと口にしてしまいフラグメントが暴走するきっかけとなってしまう。帰宅時に暴走したところを聖イネス教のルージュリフレクターに狙われるがブルーリフレクターによってフラグメントの固定化により成功。後日、新しい練習メニューを自分の口から江間本人に伝える事ができるようになった。
江間 香織（えま かおり）
声 - 飯田友子
『ブルリフR』
第4話に登場する月ノ宮女子高等学校のテニス部に所属。
同じ部の矢崎由真とは非常に仲が良く、ダブルスでの相性が良いため「えまゆまペア」と呼ばれている。期待の星でありファンも多い。負けず嫌いな性格で実力は本人曰く由真の方が上。
両野 朝子（りょうの あさこ）
声 - 海田朱音
『ブルリフR』
月ノ宮高校学生寮の寮長。
陽桜莉曰く、彼女の母親も彼女と容姿が似ているとのこと。
平原姉妹の母
声 - 氷上恭子
『ブルリフR』
20・5話に登場。平原陽桜莉と平原美弦の母親。
夫は陽桜莉が物心付く頃に他界し女手一つで姉妹を育てるが、陽桜莉が騒がしいといった周囲の住人からの苦情に悩む。
そして美弦が中学生の時の晩、2人にカレーを用意した後「電球を買いに行く」と言い残し、後日自宅に通帳と印鑑を置いて行方不明となる。
『ブルリフT』
5年後、平原姉妹と再開したことが語られる。平原姉妹は詩に伝えられた居場所を手掛かりに長年探し続けた母と再会するが母は姉妹を拒み、話す事を拒否。それでも諦めず再度訪れた姉妹の説得により母は謝罪ではなく感謝の言葉を伝え、3人は和解した。
紫乃の母
声 - 石井未紗
『ブルリフR』
紫乃と加乃の母親。リセット前の世界では、紫乃と加乃が瓜二つの双子である事を利用し、加乃をネクナンの代役だけでなく、紫乃に反抗させないために本人ではなく加乃に虐待を行っている。紫乃が14歳の頃、儀式のために加乃を殺害し、加乃の血液を紫乃に飲ませている。リセット後の世界での動向は不明。
水崎 加乃（みずさき かの）
声 - 井澤詩織
『ブルリフR』
水崎紫乃の双子の姉。リセット前の世界では双子の妹である「紫乃」を演じており、殉教者の役割を負わせられていた。聖痕と称して虐待を受け続けており、やがて母親によって殺害された。

### 日ノ社
春日 詩帆（かすが しほ）
声 - 陶山恵実里
出身 - 山形
武器 - 『ブルリフS』：ソード 『ブルリフT』：巨大な刀
能力 - セル・リコンストラクタ
『ブルリフS』
新たに日ノ社学園に転校してきた純粋で礼儀正しい優等生。灰病治療のために日ノ社学園にやってきたが、自身がここに送られた真相を知り、仲間と共に灰との戦いに身を投じていく。
『ブルリフT』
とあるきっかけで愛央たちの前に現われた少女。優しくまじめな優等生。世話好きで、家事を得意としている。
靭こころとは幼なじみで白井日菜子とは知り合いである。
久野 きらら（くの きらら）
声 - 大野柚布子
出身 - 東京
武器 - ビット
能力 - スプライトリープ
『ブルリフS』
日ノ杜学園の生徒。図書委員。奇妙な言動が目立つ、いわゆる不思議ちゃん。神やら人ならざる者の声とやらが聞こえるらしい。おかしな言動の陰に隠れがちだが、彼女もまた、自分の能力で仲間を助けたいという思いを持つ優しい心の持ち主である。
物語開始の6か月前、日ノ杜学園への転校直前に安住奈々花のバディであった望月樹里が殉職したことから、その後釜としてバディとなる。しかし、奈々花が任務への出動を拒み続けているため出動できず、6か月間待機し続けている。一方で奈々花との仲自体は良好である。
『ブルリフT』
とあるきっかけで愛央たちの前に現われた少女。時折予言めいた言葉を口にするなど、不思議な雰囲気を持っている。
森崎 アレシア 優（もりさき あれしあ ゆう）
声 - 鈴代紗弓
出身 - ルーマニア ブラショフ
武器 - スピア
能力 - エーテルスワップ
『ブルリフS』
日ノ杜学園の生徒。東欧系のハーフ。「平等」を愛しており、平等に死をもたらす灰に一種の憧れを抱いている。過去の出来事から自身を死神と称し、灰との戦いにおいても、仲間たちと積極的に関わろうとはしない。
ルーマニアの靴屋で生まれ育ち、優しい両親や遊牧民の友達たちと幸せな生活を送っていたが、アレシアを除いて殺されてしまう。その一件から自分が死神に取りつかれていると思い込んで、戒として他人との接触を拒むようになっていたが、来日直後に出会った倉持亜美のことが好きになり、戒めを破って接するようになった。
瀟 美岐（しゃお めいちー）
声 - 立花日菜
出身 - 中国 上海
武器 - ソード
能力 - ニューロン・パワード
『ブルリフS』
日ノ杜学園の生徒。正義感が強く、自分よりも仲間のことを考え行動する優しい性格の持ち主だが、生真面目で口下手ゆえに周囲に誤解されやすい。灰との戦いの経験は仲間の誰よりも長く、主人公が来るまではリーダー役を務めていた。
他人に迷惑をかけまいと自分だけで頑張ろうとする節があり、その性格もあって上海で暮らしていた頃も一人きりで過ごしてきた。
生駒 彩未（いこま あやみ）
声 - 奥紗瑛子
出身 - 大阪
武器 - スピア
能力 - イリュージョンクルー
『ブルリフS』
日ノ杜学園の生徒。「みんなのお姉さん」を自称する世話好き少女。頼りがいがあるようでどこか抜けていたり、灰での戦いでもどこか気が抜けているように見えるが、常に一歩引いて周囲を見ており、戦いにおいてもその広い視野で仲間を支える。
星谷 かんな（ほしや かんな）
声 - 稗田寧々
出身 - 福岡
武器 - ナックル
能力 - エモーション・バズ
『ブルリフR』
名前こそ登場していないが、水崎 紫乃が見つけた「黒いポータル」やルージュリフレクターになる赤い指輪を渡した元凶であることを示唆させている。
『ブルリフS』
日ノ杜学園の生徒。いつでも元気いっぱいで人懐っこい性格。主人公のことを「お兄ちゃん」と呼び、やたらとなついている。体を動かすのが得意だが、頭を使うのは苦手。しかし、本能と直感により、時折物事の核心をつくことがある。
その正体は「破滅の刻を紡ぐ少女」と呼ばれる遥か彼方の未来の世界から来た人間。目的は、世界システムを利用して未来世界を救うことである。彼女が生まれた未来世界では滅びに向かっており、物心つく前に母親が亡くなっており、貧しいが優しい父親一人の手で愛情たっぷりに育てられ、明るく天真爛漫な性格に育っている。
安住 菜々花（あずみ ななか）
声 - 田中美海
出身 - 広島
武器 - ナックル
能力 - セル・パワード
『ブルリフS』
日ノ杜学園の生徒。気が強く、我も強い少女。どこか刺々しい雰囲気を漂わせていて、男性に対しては嫌悪と敵意をむき出しにする。以前は積極的に灰との戦いに参加していて、上位の戦績を挙げていた。
かつて父親と兄2人と暮らしており、バイトで稼いだ金を巻き上げられた他、日常的に虐待されていた。そのため中学3年生で家を飛び出して、紆余曲折あってイローデットになった。同時期に望月樹里と出会い、一人で生きることを試みる彼女と意気投合した。樹里のアイドルを目指す姿に賛同して、誰の助けもいらない完全無欠の夢を掲げてダンスのレッスンに励んでいる。
望月樹里とはバディでもあったが、43地区で樹里が異灰化した後は、樹里をもとに戻す方法を探しながら、43地区の奪還作戦を阻止するべく任務への参加を拒み続けていた。
樹里を乗っ取ったクイーンを撃破した後は主人公を人殺しと糾弾するものの、数日後に主人公から樹里と邂逅した話を告げられた後は、樹里の分までアイドルを目指すことを決意し、樹里が生きた場所を守るために任務へと復帰する。
星崎 愛央 (SUN)
声 - 柳原かなこ
出身地 - 不明
武器 - サイズ
能力 - 不明
『ブルリフS』
『BLUE REFLECTION TIE/帝』タイアップイベント「ちょっぴり早い夏休み~愛央とイジゲン広島遠征~」に登場。
主人公がかつて在校していた三石日ノ杜学園 広島校のイローデッド。昏睡状態にあった彼女は記憶喪失の状態で広島の病院で目覚め、検査の結果イローデッドの適正がある事が判明し広島校に編入した。名前以外の記憶を失っているものの、「平凡な自分を変えたい」という強い意志を持っている。学力に少々不安があるが、戦闘になれば誰より率先して異灰に立ち向かう。たまに、 アニメオタクとしての傷が疼くことがある。特に「死神の原則（しにがみのセオリー）」という小説がお気に入り。実は過去に中二病を患っており、台詞を集めたノートを作ってしまう程に重症だった。
逆にめんどくさい事が嫌いで、作中でもすこしずぼらな部分も出たりする。また、勉強も苦手な方で期末テストで赤点を取ってしまう始末である。
クリスマスイベント「ホーリーナイトメア」にて再び登場。広島周辺の異灰討伐を協力してくれた恩返しとして、今度は広島校の愛央が出雲校の救援にやって来た。また、ストーリー内やココロシナリオにおいて詩とも交流を深めている様子が見られる。
時々見る夢は、此処とは違う場所に自分にそっくりな少女がいて、その少女が"特別"に興味を持っていることと、仲間の想いを未来に繋ぐため、みんなの大切な日常を守るために、その世界と一緒に消滅し永遠に同じことを繰り返すという悲しい夢らしい。
後述の星崎 愛央とは、別人である。
合原 舞（ごうばる まい)
声 - 山崎はるか
『ブルリフS』
カタナ本部の重工系に所属の少女で駒川詩を総司令と呼ぶ。またリフレクターの指輪を所持している。指輪はAASAの青い指輪や水崎紫乃の赤い指輪と異なり紫色である。
「楔となりて世を御す少年」
能力 - エーテルフェログラム
『ブルリフS』
本作の主人公。イローデットの少年。名前はプレイヤーによって異なる。
かつて広島校で異灰討伐に貢献したことで、その功績を買われて出雲地区の特殊部隊に召集を受け、日ノ杜学園へ転校する。
能力のエーテルフェログラムはイローデットの心に働きかけて潜在能力を向上させる他、イローデットやクイーンの心を介してコモンに侵入することができる。詩が類似した能力を扱える他、かつて水崎 紫乃が使っていた能力と同じ物である。
司城 あやか（しじょう あやか）
声 - 沼倉愛美
『ブルリフS』
日ノ杜学園の教師にして出雲地区特殊部隊司令の女性。特殊部隊のプライベート確保のために隠れ蓑として創部された文芸部の顧問。司城教授の妹で夕月と来夢の叔母。
司城 悠良 （しじょう ゆら）
声 - 三木眞一郎
『ブルリフS』
カタナ本部で灰やイローデットの研究をしている研究員で、司城教授の弟で夕月と来夢の叔父。
倉持 亜美（くらもち あみ）
『ブルリフS』
日ノ杜学園の生徒。非常に人たらしな性格で、イローデット以外の友達も多い。
アレシアのバディであり、アレシアが唯一心を許す存在であった。しかし73地区でクイーンによる乗っ取りを受け、異灰化して命を落とした。
望月 樹里（もちづき じゅり）
能力 - メイクアッシュ（灰を使って簡単な異灰のロボットみたいなものを作る能力）
『ブルリフS』
日ノ杜学園の生徒。一人称はアタシ。
安住菜々花のバディであったが、43地区でクイーンによる乗っ取りを受け、異灰化して命を落とした。
実家は貧乏であり、樹里自身も喧嘩に明け暮れる荒んだ生活をしていた。灰病になったことで、高額な治療費が必要になり、両親に迷惑をかけたまま死ぬことを悔やんでいた最中、イローデットとなった。
菜々花とはイローデットになる以前からの友人であり、「ナナ」と呼んでいる。メイドカフェのバイトでトップを争うほどに切磋琢磨していた。イローデットとなって生きる道を探し、メイドカフェの経験からアイドルになる夢を見出してからは、その夢に賛同した菜々花と共にダンスのレッスンに通い、”誰も助けもいらない”完全無欠のアイドルユニットを目指していた。
43地区のクイーンのエーテル空間で、詩の能力を通じて主人公と会話を果たす。既に身体を取り戻せないことを悟っており、誰にも迷惑をかけたくない、ナナが前に進めなくなるのはいやだからと倒されることを望み、主人公に今回の邂逅を秘密にするよう約束して、菜々花を託して消滅した。

### 雫世界
星崎 愛央（ほしざき あお）(TIE)
声 - 柳原かなこ
武器 - 大鎌
『ブルリフT』
本作の主人公。ごく普通の毎日を過ごす少女。期末テストで赤点を取り、補習を受けるために夏休み中の学校に入ったところ、見知らぬ世界へと迷い込んでしまった。その世界でこころ、勇希、伶那と出会い、協力して元の世界へと帰る方法を探ることになる。雫世界の中で少女たちのリーダーとして活躍すること。それが自分の憧れていた“特別”へと至る道だと考えた彼女は少女たちのまとめ役として奮闘していた。しかし、二度目のクラックの際に自分は何も変わることができていないのだと思い知る。そんな中、この世界で出会った少女たちとのつながりがいつの間にか“特別”なものになっていたと気付いた彼女はそのつながりを守るために、改めてリーダーとして立ち上がる。
その正体は、再構築された世界の人物である。しかし、再構築された世界で生き続ける事も、雫世界を共にした少女たちと再会することも叶わない。
何故ならば、星崎愛央が『なんてことのない日常の中で雫世界に迷い込み、少女たちを導いて世界を創り直し、全てを忘れて生まれ直す』の繰り返しに永遠に囚われた存在であるためである。 前述の星崎 愛央とは別人で性格は若干異なる。オープニングでコンビニ近くにあったスマートフォンを拾い「ウマレカワレ」と言うメッセージを見て"何か"に触れ、人間ではない何かになり、雫世界にやって来た。特別な何かを持つ何者かになりたかった彼女は、さまざまな特別と出会い、さまざまな特別を手にしてきた。その中で彼女は気が付く。自分が本当に求めるものは、“特別”のさらに先にあるのだと。”オリジン”で現れる星崎愛央の影をした何かは再構築のたびに、永遠を終わらせるために愛央を止めようとするが、特別を手に入れた愛央は少女たちの想いを繋ぐために何も残らないことを知ってでも世界を創り直す。
「行ってらっしゃい」と、笑顔で少女たちを見送って。
2周目のエンディングで、ある条件を満たすと星崎 愛央の姿をした少女が再構成後の世界に雫世界で出会った大切な友達の目の前に現れる。
靭 こころ（うつぼ こころ）
声 - 高柳知葉
武器 - 猟銃
『ブルリフR』
AASAのリフレクター候補として登場し、斎木有理と行動を共にする。現実とコモンが混じる変事が起きた際には影響を受けることなく、月ノ宮の探索を続けていた。
『ブルリフT』
迷い込んだ世界で愛央が初めて出会った少女。マイペースでいつもどこかぼーっとした様子。穏やかな心の持ち主で、突然やってきた愛央にも優しく接する。実は春日 詩帆とは幼なじみでいつも一緒に遊んでいた過去がある。
⾦城 勇希（きんじょう ゆうき）
声 - 芹澤優
『ブルリフT』
こころ、伶那と一緒に学校で暮らしている少女。明るく元気で活発。ムードメーカー的存在で、この異常な事態の中でも楽しいことを探しながら毎日を送っている。元の世界では、宮内 伶那の親友で元々リフレクターではなく普通の少女だった。生まれつき体が弱く伶那の住む地域に引越して来た。
宮内 伶那（みやうち れな）
声 - 河瀬茉希
武器 - フープ
『ブルリフT』
こころ、勇希と一緒に学校で暮らしている少女。物事をネガティブにとらえがちで、言葉に棘が多いが根は優しい。常に一歩引いて全体を見ており、暴走しがちなメンバーに突っ込みを入れるのが彼女の役目。
リフナビ
『ブルリフT』
スマホアプリ「フリスペ」に付随する謎の存在。愛央たちの暮らしに必要な情報を授けてくれる。が、愛央達の質問に答えてくれないことも。その正体は、来夢の精神の一部。。

## 年表
BLUE REFLECTION シリーズにおける架空の出来事を年表形式に掲載する。以下の年代表記は西暦である。

### 紀元前
・紀元前138億年前
オリジンによる爆発 (ビッグバン)が起きたことにより、宇宙 (世界)が創造される。以降は、この宇宙を管理する世界システムによる上位次元の存在"原種"から、この宇宙の管理者を決める争いを始める。以後100万年ごとに繰り返すことになる。
・紀元前46億年前
とある銀河系で一体の原種が勝利者となり、銀河の辺境で一個の惑星 (後に地球と呼ばれる)を創造する。
・紀元前40億年前
一体の原種が勝利者となり、原種により地球に生命が生み出される。
・紀元前100万年前
原種ダアトにより、既存種族に遺伝子操作を行い、人間と人間の集合的無意識の世界「コモン」を創造する。その後ダアトは、人間達が生み出すエーテルエネルギーにより、勝利して世界の管理者となり、世界システムにより地球は、人間の住みやすい環境となる。

### 21世紀
・年代不明
司城教授、AASAを創設する。
司城教授、とある場所で古代遺跡を発掘する。研究が進むに連れて原種、リフレクター、コモンの存在を知り、そして世界の危機を知ることになる。
1月25日 駒川 詩が生まれる。
・2009年
5月16日 田辺 百が生まれる。
9月20日 平原 美弦が生まれる。
11月25日 橘 涼楓が生まれる。
・2010年代頃
9月24日 靭 こころが生まれる
10月08日 宮内 伶那が生まれる
・2010年
3月15日 皇 亜未琉が生まれる。
6月29日 生駒 彩未が生まれる
8月19日 瀟 美岐が生まれる。
・2011年
3月28日 山田 仁菜が生まれる。
4月15日 平原 陽桜莉が生まれる。
5月13日 安住 菜々花が生まれる。
8月16日 羽成 瑠夏が生まれる。
8月21日 白井 日菜子が生まれる。
12月13日 森崎 アレシア 優が生まれる。
・2012年
1月27日 高岡 由紀子が生まれる。
3月25日 春日 詩帆が生まれる。
7月7日 久野 きららが生まれる。
7月24日 星崎 愛央(SUN)が生まれる
12月18日 水崎 紫乃と水崎 加乃が生まれる。
・2013年
2月11日 星谷 かんなが生まれる。
・2016年～2021年
平原姉妹の父が死亡。
・2022年
平原姉妹の母が行方不明になる。
・2026年
司城教授の娘の司城夕月と司城来夢が実験の事故により死亡、コモンの意思の一部となる。
白井日菜子が欧州で国際バレエコンクールの本選練習中に足に怪我を負い、夢への道を失う。
7月7日 月ノ宮女子寮七夕祭りへ陽桜莉と美弦が訪れる。
10月 美弦がコンビニでアルバイトを始める。
12月 クリスマスプレゼントとして美弦は陽桜莉に月ノ宮女子高等学校のパンフレットを渡す。
12月～2027年2月 仁菜の母が男性に殺害され、山田仁菜は望と出会い二人暮らしを始める。
・2027年
4月 日菜子は星ノ宮女子高等学校の入学式に向かおうとするが悩みから踏みとどまる。以降彼女は自宅での自習を続ける。
陽桜莉が月ノ宮女子高等学校へ入学。
6月～7月頃 羽成瑠夏が月ノ宮女子高等学校に転校。
望が行方不明になる。
日菜子が家族の励ましにより、登校を決意。

### リセット前の世界
2020年頃
星ノ宮及び月ノ宮を含んだ世界中の22ヵ所の特異点周辺で時空の歪みが観測される。
2027年6月～7月中旬
第15特異点 (月ノ宮)
美弦がフラグメントの暴走した田辺百と出会い、夕月と来夢の手引きでリフレクターとなる。百のフラグメントを固定化し現実へ戻った美弦は姉妹に説明を受け、固定化から生成された指輪を百へ渡し、美弦と百、夕月、来夢の4人はバディとなり月ノ宮に侵攻する原種と戦うことを決意。
現実で原種ビナーと戦闘する美弦と夕月、来夢、百は暴走した駒川詩のフラグメントを固定化。しかし詩は承認欲求による自傷行為を決してやめる事が無かった。
暴走した山田仁菜のフラグメントを固定化。しかし、仁菜は咲希の殺害を実行する。
暴走した水崎紫乃のフラグメントを固定化。紫乃からは新たに赤の指輪が生まれる。しかし受け取ることを拒否、紫乃はビルの屋上に向かい身を投げる。
7月11日、陽桜莉のフラグメントが暴走、美弦が固定化を試みるも失敗しフラグメントは砕け散る。現実世界に戻り陽桜莉が気を失った所で午後5時を知らせる町内放送のチャイムが鳴り響く。同じタイミングでネツァクが月ノ宮へ侵攻。一足早く原種と交戦を開始した百の元へ美弦は向かうが、想いが不安定になった事で力が発揮できず敗北し、月ノ宮は消滅。
第17特異点 (星ノ宮)
「BLUE REFLECTION 幻に舞う少女の剣」本編開始
日菜子が休学から復帰し登校、西田早苗のフラグメントが暴走し日菜子は夕月と来夢によりリフレクターの力を得る。
7月11日、夕月と来夢は月ノ宮の原種の出現を感知するも、月ノ宮は消滅してしまう。
イェソドが星ノ宮へ侵攻、日菜子達との戦闘で一度退く。
コクマーが星ノ宮へ侵攻、日菜子達との戦闘で一度退く。
ティファレトが星ノ宮へ侵攻、日菜子達との戦闘で一度退く。
ネツァクが星ノ宮へ侵攻、日菜子達との戦闘で一度退く。
ネツァクが星ノ宮へ2度目の侵攻、日菜子達との戦闘で消滅。
コクマーが星ノ宮へ2度目の侵攻、日菜子達との戦闘で消滅。
イェソドが星ノ宮へ2度目の侵攻、しかし日菜子の心の迷いにより討伐失敗。
イェソドが星ノ宮へ3度目の侵攻、日菜子達との戦闘で消滅。
ダアトに日菜子達が絆の力を認めさせる。管理者の座を巡る戦いが終わったことより、戦いの前に世界がリセットされる。

### リセット後の世界
世界の不具合により倒れたはずの原種達全てが復活する事態が発生。それに伴い、原種達による時空の歪みをAASAが観測する。

## 世界観
これまでに発表されているシリーズ作品は現代日本を舞台としており、表向きの世界観は現実世界と全くの同一である。原種やリフレクターの存在は世間一般には知られていない。

### 地理
星ノ宮
星ノ宮女子高等学校が存在する架空の町。『ブルリフT』ではココロトープの舞台として登場する。
『特異点』としての名称は第17特異点に該当する。AASAの関係者からは星ノ宮をNo.17地区とも呼称される。守護するリフレクターは白井日菜子。
星ノ宮女子高等学校
『ブルリフ』の舞台となる女子校。全学年に「普通科」と「特待科」の2つのクラスが用意されている。
星ノ宮駅
『ブルリフT』において春日詩帆のココロトープに存在する駅のホーム。春日詩帆の両親が営むコーヒーショップ「喫茶ラタン」が近くにある。
ココロトープ内の存在であり、地理関係が正確ではない可能性がある。
喫茶ラタン
春日詩帆の両親が営む喫茶店。近隣に有名なバレエ教室があり、一時期白井日菜子が短期レッスンの道中に訪れていた。
月ノ宮
『ブルリフR』の舞台となる架空の町。『ブルリフT』ではココロトープの舞台として登場する。
『特異点』としての名称は第15特異点に該当する。AASAの関係者からはNo.15地区とも呼称される。守護するリフレクターは平原美弦。
『ブルリフS』において詩より、所在が首都圏であること、灰の被害状況は「出雲地区ほどではないが程々に」と語られる。
月ノ宮女子高等学校
『ブルリフR』の舞台となる女子高。学生寮が存在する。
聖イネス学園
歴史ある荘厳な佇まいの学校。宗教団体である聖イネス教が運営している。校敷地内には古い教会があり、時折パイプオルガンの音が聞こえてくるという。
明月女子高等学校
橘涼楓と皇亜未琉が通う女子校。
出雲地区
『ブルリフS』の舞台となる地区。島根県出雲に存在する。
他地区と比べて異灰の勢いが盛んであり、各地に灰地区が生まれ、人が住めない地域が多数存在する。
日ノ社市
舞台となる架空の市。島根県出雲地区（出雲区画とも）に存在する。具体的な所在は明言されていないが、作中に登場する地図より出雲市浜町の位置に存在する。
観光産業が盛んな地方都市。田舎に位置しているが、十分にインフラが整備されている。降灰が少ないため人や物資が集まり、開発が進んでいる。
メディアによっては出雲町が舞台とされているが、日ノ社市との関係は不明。
日ノ社学園
主人公たちが通う学園。三石グループが運営しており、正式名称は三石日ノ社学園。灰病の療養のために疎開してきた生徒らを受け入れ、無償で最先端の治療を提供している。イローデットと化した生徒による対異灰の特殊部隊を編制している学園の一つである。
創立から1年程度が経っているが、出雲地区の異灰が強力なこともあり、特殊部隊では既に多数の殉職者を出している他、灰地区での単独行動が極めて危険なことからバディ制度を採用している。
コズミックファング
出雲地区の郊外に存在する巨大な塔。降灰現象の発生に合わせて出現した。HLAA_1地域と呼ばれる高度灰化地域に存在する。具体的な所在は明言されていないが、作中に登場する地図より宍道湖北の日本海側に位置する。
対異灰殲滅組織の内部では、世界の心臓部や人類の存亡に関わるものと伝えられているが、詳細は不明。『ブルリフS』開始当初は異灰によって占拠されている。
この塔を介してコモンと世界が繋がっていることが詩から語られる。
14地区
出雲地区の灰地区。コズミックファングのあるHLAA_1地域の南西沿いに存在する。
周辺地域と比較して、灰化の遅い地域。
43地区
出雲地区の灰地区。作中に登場する地図より出雲市北部の中央に存在する。
主人公が日ノ社学園に転校した際の優先奪還地区の一つ。安住の担当地域。
48地区
出雲地区の灰地区。
73地区
出雲地区の灰地区。具体的な所在は明言されていないが、作中に登場する地図より出雲市東園町に存在する。
主人公が日ノ社学園に転校した際の優先奪還地区の一つ。生息するクイーンは身体を持っておらず、イローデットの身体を乗っ取ろうとする。
103地区
出雲地区の灰地区。具体的な所在は明言されていないが、作中に登場する地図より斐伊川の神立橋北部に存在する。
主人公が日ノ社学園に転校した際の優先奪還地区の一つ。日ノ社学園における主人公の初任務地域。
203,204,205地区
出雲地区の灰地区。物語開始の6か月前から現在までの間に新たに出現した灰地区。
広島地区
『ブルリフS』で登場する架空の地区。
広島校
主人公がかつて通った学校。イローデットと化した生徒による対異灰の特殊部隊を編制している学園の一つ。殉職者は出ていない。
エーテル界（エーテル空間）
精神世界のこと。
アストラル界
物質世界。現実世界のこと。
雫世界
『ブルリフT』の舞台となる異世界。腰までの高さの浅い海が無限に広がり、ぽつんと校舎が浮かんでいる。
雫世界の校舎
『ブルリフT』における拠点となる建物。
ココロトープ
『ブルリフT』の拠点となる校舎の外に出現した不思議な空間。少女たちの思い出から構成されており、心のビオトープのようだ、と愛央たちが名付けた。
少女達に関連する食材や資源が落ちており、採集して料理や制作に用いることができる。
「記憶の欠片」が点在し、回収することで少女たちの失われた記憶の一部を垣間見ることができる。
コモンと同様に魔物が徘徊しているが、コモンとは異なり、少女達のフラグメントを守るために徘徊している。
コモン
『ブルリフ』における探索の舞台となる、人間の集合的無意識により形成されている世界。全ての人の意識、記憶が蓄積されている。喜びや悲しみなど人間の感情を基に形作られており、感情が生んだ魔物が徘徊している。また、人間が滅びることは、コモンの消滅を意味する。
『ブルリフR』以降ではユズとライムが番人として管理しており、リフレクターに対しても閉ざされている。終盤に水崎紫乃によりコモンの扉を無理やり開いた影響で、現実の世界と混在してしまい、人々が機械のような存在へと変わってしまうも、リフレクター達の活躍により、再びコモンの扉は閉じられる。劇中では紫乃により、彼女の深層心理化しており、最深部は、禍々しい光景へと変異している。
『ブルリフS』ではエーテルフェログラムで生物の心を介して侵入できる他、コズミックファングによって世界と繋がっている。当初は正体不明の空間であったが、コモンと同一の空間あることが詩の口から語られた。灰化が進むとより禍々しい光景へと変異していく。乗っ取りを実行している最中のクイーンはこの空間で具現化しており、行動をとることができない。

### 組織・集団
AASA
作中に登場する研究機関。正式名称はAncient Ark Solving Agency（超古代遺物研究機関）。ユズとライムの父親である司城教授がリーダーを務めていた研究機関。原種の調査を行っている。
元は古代文明やオーパーツの研究を行う機関であったが、ある研究から世界の危機を観測して以後、原種の調査を開始した。『ブルリフR』以降ではフラグメントの異変や「灰」に対抗する力としてリフレクターの指輪を研究しており、適性を持つ少女を探しては指輪を提供し、協力者を求めていた。
『ブルリフR』では田辺百に指輪を渡しフラグメントの異変を調べるよう依頼した。
ブルーリフレクター
『ブルリフR』で登場するブルーリフレクターたちのチーム。作中で使われた名称ではなく、メディアでの便宜上の名称である。
AASAからの依頼を受け、月ノ宮で発生している変異の解明を目的として活動している。田辺百をリーダーとして、平原陽桜莉、羽成瑠夏、協力者の白樺都がメンバーだったが、後にルージュリフレクターから離反した陽桜莉の姉の美弦、山田仁菜、橘涼楓、皇亜未琉を加えて、水崎紫乃の計画を食い止めるべく奔走する。
聖イネス教
『ブルリフR』で登場する宗教団体。聖イネス学園の母体でもあり、教祖は「ネクナン」こと水崎紫乃だが、実権は聖イネス学園理事長である紫乃の母が握っている。「未来からやって来た。社会的弱者を救うため、今を正す必要がある」を教義とし、過激な優生思想で女子高校生を中心に人気を集めている。
ルージュリフレクター
『ブルリフR』で登場するルージュリフレクターたちのチーム。作中で使われた名称ではなく、メディアでの便宜上の名称である。
「人々の想いを管理する」のために一般人のフラグメントを奪っており、ブルーリフレクターとは敵対している。メンバーは水崎紫乃、平原美弦、山田仁菜、駒川詩である。後に橘涼楓、皇亜未琉が加わる。
『ブルリフS』では、紫乃が普通の少女に戻った後は、解散したことが陽桜莉との会話で判明する。
カタナ
『ブルリフS』に登場する組織。灰対策に対する第一人者であり、多数の企業が協賛する一方で公には出てこない団体。
特務部隊の本部も所属し、優先奪還地区の指定等の処理を行っている。内部では企業同士の派閥争いが起きており、出雲地域に対しても赴任した主人公から指揮権を奪おうとする派閥がいる。
三石グループ
三石重工に端を発する巨大企業グループ。三石日ノ守学園を運営している。カタナの権力を掌握しているが、蓬莱館製薬の台頭によりその地位が脅かされている。
蓬莱館製薬
カタナに協賛する企業。葉っぱのマークで有名。
特殊部隊
イローデットによって構成された対異灰殲滅組織。日ノ社学園を含む各地に存在する。
調査班
灰地区の調査を担当する班であり、日ノ社学園では生徒で構成されている。

### 用語
原種
古来から存在する世界の管理者、及び管理者候補である上位存在。名前はセフィロトの樹を構成するセフィラから付けられている。巨大な姿をしており、指輪を持つ人間にしか視認することができない。作中では神とも呼ばれている。
次なる管理者の座を巡って100万年周期に一度に争っており、『ブルリフ』時点では100万年前の争いで勝利したダアトが管理者となっている。
地球や人間も一体の原種から生み出された存在である。
リフレクター
想いの力を増幅することで能力を発揮することのできる存在。リフレクターに変身することが出来るのは指輪に選ばれた、強い想いの力を持った少女だけである。
世界の管理者を巡る争いにおいては各地に存在する特異点を守るべく選ばれた守護者であり、白井日菜子と平原美弦が該当する。
『ブルリフR』以降ではAASAや同種の組織によって多数のリフレクターが生み出されている。
エーテル
原種やリフレクターが活動する上で欠かせない感情エネルギー。
原種ダアトは人間の想いが最もエーテルを生み出すと考えており、実際に人間の想いを糧としたダアトは100万年前の争いで容易く勝利した。そのため世界はダアトによって人間の住みやすい環境へと作り替えられた。
『ブルリフS』に登場するイローデットと異灰もエーテルを必要としており、イローデットは活動によって消耗するエーテルをロリポップに酷似したストラプルと呼ばれる飴によって補給している。
指輪
リフレクターに変身するためのアイテム。指輪に想いを込めることで武器を形成したり、変身することができる。
『ブルリフR』以降ではAASAや同種の組織がリフレクター研究を通じてレプリカを開発しており、装着者にリフレクターへの変身能力を与える。AASAが作った青い指輪（ブルーリフレクション）とAASA以外の組織が作った赤い指輪（ルージュリフレクション）が存在している。基本的な能力は同一であり、青い指輪は「想い」を、赤い指輪は水崎 紫乃の能力エーテルフェログラムにより、「負の想い」を力にすることができるが、所有者の心理状況次第では赤から青へと転じる。
エーテルフラグメント
通称"フラグメント"人間の想いの力エーテルが結晶化したもの。『ブルリフ』や『ブルリフT』では球体やキューブ状となり、『ブルリフR』では花の形状をしている。
人間が強い感情を抱くとコモンに出現する。特に持ち主が悩みや問題を抱えて暴走している状態では出現し続けており、やがて魔物に囲まれて壊されると最悪は死に至る。暴走したフラグメントに対して、リフレクターが想いの理解によって鎮めることを「固定化」と呼ぶ。リフレクターの力の源でもあり、『ブルリフ』や『ブルリフT』では固定化・共有したフラグメントを装備することができる。
コモンが閉ざされた『ブルリフR』では直接持ち主の身体から出現する。リフレクター以外の人間には見ることも触れることもできないが、リフレクターは負の想いによって成長したフラグメントを引き抜いたり、暴走したフラグメントを鎮めることが可能。しかしフラグメントを引き抜かれた人間は、心を失いやがて昏睡状態になり死ぬ。
特異点
原種が管理者の座を巡って奪い合う地域のこと。世界に22か所存在している。『ブルリフ』の舞台となる星ノ宮が第17特異点、『ブルリフR』の舞台となる月ノ宮が第15特異点に該当する。
フリスペ！
『ブルリフ』
生徒との交流ツールとして欠かせないのが、日菜子が持つスマートフォンにインストールされたアプリ「フリスペ！」。「フリスペ！」で見られる“テーブルチャット”では、仲良くなったキャラクターたちと、メッセージなどを通してさらに交流を深められます。ゲームを進めていくと、日菜子とキャラクターたちによるグループが作られ、意外な組み合わせの生徒たちの会話が見られる。テーブルチャットでは、キャラクターとの特別なエピソードの後日談が語られる場合も。「フリスペ！」画面のテーマデザインは、好みのものに着せ替え可能。ジュークボックス機能で流れるBGMを変えられるほか、テーブルチャットで交流値に変化する。
『ブルリフT』
愛央の持つスマートフォンにインストールされたアプリ「フリスペ！」は、前作同様“テーブルチャット”で、仲良くなったキャラクターたちと、メッセージなどを通してさらに交流を深められる。また、リフナビと呼ばれる謎の存在からも連絡を取れる。しかし、愛央曰く「フリスペ！」をインストールした覚えもなく、スマートフォンも本人の物ではないらしい。実は、スマートフォン自体がオリジンが生み出した物で、「フリスペ！」は、世界システムがオリジンの生み出したスマートフォンにインストールさせた、愛央と雫世界の少女達を監視するためのプログラムである。
リープレンジ
『ブルリフR』におけるフラグメントを持ち主の身体から引き抜くことで展開される特殊な空間。リープレンジ内ではリフレクター以外の全ての時間が止まる。その正体は、世界の不具合により起きた現象の一つ。
共鳴
お互いの想いを「共鳴」させることで、リフレクターとして強い力を発揮することができる。また、互いに強い想いや記憶を共有したりすることも可能。
『ブルリフR』で紫乃が与えた指輪は、互いの記憶を無理矢理共有して共鳴させることが可能であるが、偽りの繋がりとなる。
リセットされた世界
『ブルリフ』にて日菜子達の活躍により世界の管理者を巡る争いが終結に導かれ、再構築された世界を指す言葉。
不安定な世界であり、降灰が世界中で発生している。この世界では原種は出現せず、コモンは閉ざされ、多くのリフレクターが生まれている。
原因は明確になっていないが、前回の世界でリフレクターによって全ての原種が倒されたことにより既存の理が変化し、様々な可能性が発生した。
リセット自体は世界の管理者を巡る争いにおける正常な動作であり、管理者を巡る争いで勝者が決まれば、世界は争いの前までリセットされる。
降灰
リセットされた世界で発生している雪のような灰が降り注ぐ現象のこと。世界が不安定になっていることで発生している。
基本形状は粉末で人体に悪影響を及ぼし、一定以上の吸引、もしくは接触により灰病を発症する。灰病になると体に鱗のようなアザが出てくる。完全に体内の灰を浄化できるのは、リフレクターのみである。
その正体は、ビナーはダアトに勝利するために世界システムを理解して生み出した物質。
Ｈ♡―ＫＡＧ♡（放課後）
女子高生限定で登録できるアプリ。「フリスペ！」と違い個人で好きに呟いたり、グループを作ってチャットしたりもできる。相談に乗って欲しい子と実際に会って、それをチャットで報告する『由紀姫の魔法部屋』という人気のチャットグループもある。

#### 『ブルリフS』
灰地区
灰によって汚染され、人が住めなくなってしまった地域のこと。異灰が闊歩し、時折地区の外へと姿を見せることがある。
地区番号が割り振られている他、地区によってはクイーンと呼ばれる女王的な異灰が、生息する異灰を統率している。
異灰
灰から生まれる化物。ルビはテスタ。
襲われるなどして接触しない限り、適正のないものは存在を認知できない。また、認識したとしても時間経過により、襲われた記憶を含めて曖昧になっていく。
人間からエーテルを奪うことを目的として動いている。その中心部にはコア（灰核）が存在している。またAASAによれば、かつて水崎紫乃が人々からエーテルフラグメントを奪い人間とコモンを消滅させようとしたやり方と、酷似している。
クイーン
灰地区の異灰たちを統率する巨大な異灰。灰地区によっては存在する。詩は”彼女”と呼んでいる。
チカラが強いクイーンは強い力を持ったボディーを作りたがり、同種であるイローデットの身体を乗っ取って、強靭な肉体を得ようとする性質がある。
乗っ取りの際は弱った対象のエーテル空間に侵入し、元の身体の所有者と心の奪い合いを繰り広げる。ほとんどの場合はクイーンが勝利するが、稀に乗っ取られた人間が勝利することがある。
イローデット
『ブルリフS』で登場する概念。灰病の罹患者の内、稀に人体が変異して超常的な能力が発現した人間のことを指す。変身することでその力を最大限発揮する。
イローデットの能力は使用者に負担を与え、耐えきれなくなると使用者が異灰と化す『異灰化』を招く。異灰化した人間を救う方法はなく、殺害後に殉職として処理される。3・4回程度の戦闘でエーテルが枯渇して死を招くため、支給されたストラプルによって補給している。
また、想いの変化によって「アナザースピリット」と呼ばれる形態への覚醒も確認されている。
イローデットの身体は半分が異灰と化しており、故にクイーンからは同種と認識される。

#### 『ブルリフT』
クラック
雫世界の空に出現した裂け目。
世界システム
100万年に一度の周期で神を決定するために行われる“システム”。勝者となった原種は次の100万年後まで世界の管理者となる。
消滅機構
敵性存在。クラックから雫世界に侵入してリフレクター達を襲う。
オリジン
世界、概念、そのすべてを創造する存在。駒川詩が付けた呼称である。フラグメントを捧げる事で世界を再構築することができる。

### 原種
『ブルリフ』で星ノ宮及び世界中の特異点を襲ってくる、世界の管理者及び管理者候補である、高次元の存在。デザインはYockyが担当。
イェソド
第1の原種。炭化し朽ち果てた巨大な木と数多の人間が融合したような醜悪な巨躯が特徴的で、人型の上半身と四肢を持つ獣型の下半身を持っている。
上半身の頭から発する光線と、様々な武器の形状に変形する上半身の両腕、そして身体の各所に生え、覆っている無数の腕が主な攻撃手段となっている。
名前の由来は「基礎」の意味の名を持つ第9のセフィラ「イェソド」。
コクマー
第2の原種。大聖堂と重戦車が融合したような機械的な外見を持つ。
尖塔を彷彿とさせる6本の長距離砲、車体に多数装着した副砲からの掃射、そして車体の先端にある主砲から砲撃を使い分け、それらの砲撃は一個師団にも匹敵するほどの凄まじい火力を誇る。さらにキャタピラによる旋回薙ぎ倒しや体当たり攻撃も駆使する。
名前の由来は「知恵」の意味の名を持つ、第2のセフィラ「コクマー」。
ティファレト
第3の原種。機械仕掛けの巨大な黄金の蝶のような姿をしている。
ゆらゆらと空中を浮かぶようにして移動し、羽根から放つ誘導性の光弾、中央の胴体から照射される長距離かつ高威力のレーザーによって地上の敵対者を撃滅する。
名前の由来は「美」の意味の名を持つ、第6のセフィラ「ティファレト」。
ネツァク
第4の原種。巨大なランスと大盾を携えた、全身が結晶化した戦乙女のような外見をしている。
ティファレトと同じく移動手段は主に飛行だが、ジェット戦闘機をも凌ぐ圧倒的な機動力で空中を縦横無尽に飛び回る。そしてランスによる斬撃や突きはもちろん、先端から長射程かつ高威力のレーザーによる砲撃を放つ。その他にも大盾をブーメランのように投擲する攻撃や、背中から結晶の羽根を射出し、空対地ミサイルのように撃ち出して爆撃することもできる。『ブルリフR』では、第15特異点「月ノ宮」を消滅させた元凶だったことが判明する。
名前の由来は「勝利」の意味の名を持つ、第7のセフィラ「ネツァク」。
ビナー
第5の原種。『ブルリフR』でリセット前の世界の第15特異点「月ノ宮」で美弦と夕月、来夢、百と戦った相手。その際に詩に、自分達原種と管理者に関する入れ知恵を吹き込んだ。
リセット後の世界でビナーはダアトに勝利するために世界システムによる降灰を利用し、
異灰を世界に送り込んでいる存在。
ビナーの望む世界は想いも絆も人間も存在しない正しい秩序のみで作られた世界である。
名前の由来は「理解」の意味の名を持つ、第3のセフィラ「ビナー」。
ダアト
『ブルリフ』のラストボス。巨大な翼を持つ真紅の魔神のような姿をしている。
100万年前の争いの勝利者であり、コモンの化身とも呼ばれる、人類の創造主にして世界の管理者。100万年前の争いで人間の想いが最もエーテルを生み出すと考えており、実際に人間の想いを糧としたダアトは100万年前の争いで容易く勝利した。ダアトは世界システムを利用して、人間の住みやすい環境へと世界を作り替えられた。しかし、100万年後の人間が複雑な生き方をするようになり、想いや絆などを大切にしなくなったことを思いダアトは、「世界を守るために人間の意識を一つにする」ことを決意する。しかし、日菜子達に倒され絆の力に敬意を示し日菜子達、人間を認めた。しかし、『ブルリフR』以降、次なる管理者が生まれないまま争いが終わったことで、世界の不具合が起きることになる。
剣・槍・杖・大剣・双剣と5つの強大な力を秘めた武器をそれぞれ召喚し、自由自在に使いこなすことができる。その他にも掌から凄まじい電撃や衝撃波を放ったり、流星雨を降らせたり、ブラックホールを発生させるなど豊富かつ強力な攻撃手段を持ちあわせている。
名前の由来は生命の樹の深淵の上に隠された形で存在する、「神の真意」を意味する名を持つ隠されたセフィラ「ダアト」。